# Jef Wesh
Pour les articles homonymes, voir Wesh.
 (novembre 2018).
Jef Wesh est un auteur de bande dessinée français installé depuis le début des années 2000 sur l'île de La Réunion, où il exerce la profession de vétérinaire. 

## Biographie
Il fait paraître, entre 2007 et 2009, une série en trois tomes intitulée La Dodo lé pa la, et dont il est le scénariste et le dessinateur. Cette série met en scène un margouillat anthropomorphe, Félicien Margouille, détective privé de Saint-Pierre enquêtant sur la disparition de la Dodo, une cantatrice présentant l'apparence d'un dronte de Maurice. Le titre pastiche un slogan publicitaire pour la bière Bourbon, « la dodo lé la ».
Chez l'éditeur réunionnais Centre du monde, il participe aux albums collectifs Marmites créoles en 2010,, Musiques créoles en 2011,.

## Œuvres
- La Dodo lé pa la[6].
  - Jef Wesh, La dodo lé pa la : Première partie, Saint-Denis (La Réunion), éd. Orphie, octobre 2007, 66 p., 24 cm (ISBN 978-2-87763-406-9, BNF 41253045)
  - Jef Wesh, La dodo lé pa la : Deuxième partie, Saint-Denis (La Réunion), éd. Orphie, 1er octobre 2008, 67 p., 24 cm (ISBN 978-2-87763-454-0, BNF 42068207)
  - Jef Wesh, La dodo lé pa la : Troisième partie, Saint-Denis (La Réunion), éd. Orphie, octobre 2009, 67 p., 24 cm (ISBN 978-2-87763-478-6, BNF 42241219)